# Ustawa
Ustawa – akt normatywny o charakterze generalnym i abstrakcyjnym, powszechnie obowiązującym, uchwalany przez najwyższe organy państwowe, wyposażone we władzę ustawodawczą.

## Charakterystyka

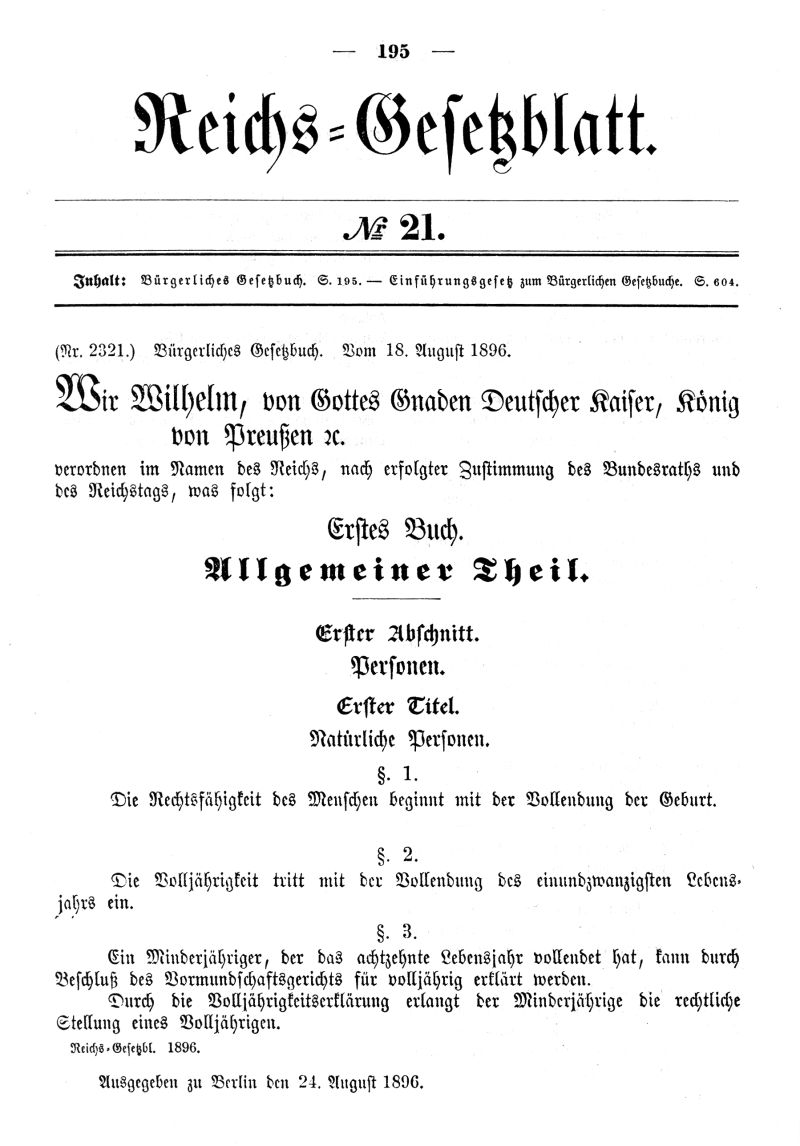
Pierwsza strona Reichsgesetzblatt, dziennika urzędowego Rzeszy Niemieckiej z 1896, publikującego ogólnoniemiecki Kodeks cywilny (BGB).

Ustawy są aktami normatywnymi o charakterze ogólnym, a więc zawierają normy prawne, które mają charakter ogólny i abstrakcyjny (a więc dotyczą wielu podmiotów i powtarzalnych okoliczności). Od tej zasady zdarzają się jednak wyjątki. W Stanach Zjednoczonych funkcjonują ustawy o charakterze indywidualnym (private bills), na mocy której jednostka uzyskuje pewne uprawnienia lub rozstrzygnięcia prawne (np. obywatelstwo, emeryturę, odszkodowanie, rozwód). W PRL-u doktryna konstytucyjna dopuszczała wydawanie ustaw o charakterze indywidualnym (na mocy doktryny o jednolitości władzy państwowej), jednak po 1989 r. od tego odstąpiono. W art. 19 ust. 1 Konstytucji Niemiec istnieje zakaz wydawania ustaw, które ograniczają prawa podstawowe (Grundrechte), o charakterze indywidualnym (Einzelfallgesetze).
Ustawa jest podstawowym aktem prawnym uchwalanym przez najwyższy organ ustawodawczy danego kraju (najczęściej parlament). Jest ona podstawową formą aktu normatywnego w której następuje uchwalanie prawa. Inne formy aktów normatywnych mają charakter szczególny i uchwalane są rzadko (np. konstytucje), albo są aktami niższego stopnia i stanowią uszczegółowienie regulacji ustawowych, lub mają charakter wewnętrzny lub proceduralny (np. uchwały). Aktami podobnymi w zakresie, jednak ustanawianymi przez organy władzy wykonawczej są dekrety.
Pod względem mocy prawnej ustawa jest najważniejszym aktem prawnym po konstytucji. Jest aktem samoistnym, niewymagającym odrębnej podstawy prawnej (choć konstytucje wskazują niekiedy delegację ustawową do uregulowania ustawą pewnej kwestii).
Ustawy wyznaczają relacje pomiędzy władzami publicznymi. Władza ustawodawcza jest związana przede wszystkim konstytucją i poprzez ustanawiane ustawy reguluje działania władzy wykonawczej i sądowniczej.
W wielu krajach zakres regulacji ustawowej jest właściwie nieograniczony, lub ograniczony jedynie konstytucją. Ustawa jest więc jedynym aktem, którym można regulować każdą kwestię. W państwach federalnych (np. Niemcy czy Stany Zjednoczone) i w niektórych innych państwach (np. Francja) zakres ustaw jest ograniczony, często enumeratywnie wyliczony. Niektóre konstytucje co prawda formułują ograniczony zakres ustaw, jednak na tyle ogólnie, że praktycznie pozostaje on nieograniczony (np. art. 3 konstytucji marcowej z 1921 stwierdzał, że „zakres ustawodawstwa państwowego obejmuje stanowienie wszelkich praw publicznych i prywatnych i sposobu ich wykonywania”). W niektórych krajach regulacja pewnych kwestii zarezerwowana jest dla ustaw (lub ustaw i konstytucji) i określana mianem materii ustawowej (materii zastrzeżonej ustawowo, sfery szczególnie chronionej ustawowo). Do materii ustawowej zalicza się np. sytuację prawną jednostek (np. podstawowe wolności, prawa i obowiązki obywateli), ustrój organów państwowych, podatki i budżet państwa.

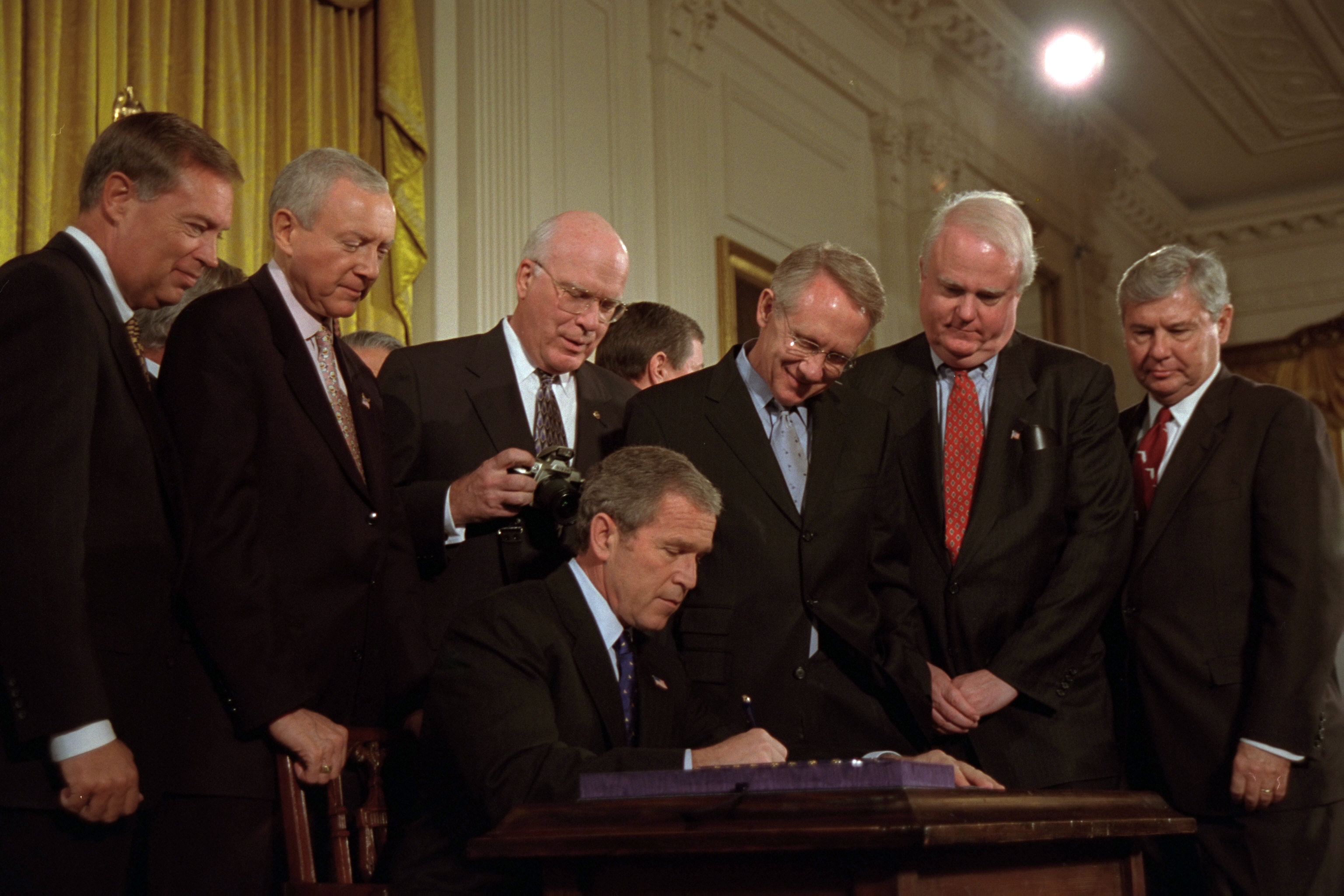
Prezydent USA George W. Bush podpisuje USA Patriot Act (2001)

Ustawy wprowadzane są w pewnym trybie (proces legislacyjny) i podlegają promulgacji (formalnemu ogłoszeniu danego aktu).

## Rodzaje ustaw
W niektórych porządkach prawnych (np. w Polsce), istnieje tylko jeden rodzaj ustaw.
W innych rozróżnia się poszczególne typy ustaw, różniące się mocą obowiązywania, trybem uchwalenia czy celem.
- ustawy organiczne są aktami pośrednimi pomiędzy konstytucjami i ustawami i dotyczą zwykle kwestii ustroju państwa, które mogłyby się znaleźć w konstytucji, lecz w różnych powodów zostały uregulowane osobno. Ustawy organiczne wraz z konstytucją tworzą „blok konstytucyjny”. Ustawy organiczne są znane we Francji od 1848 r. (w sensie materialnym, jako faktycznie istniejące), natomiast w Konstytucji Francji z 1958 zostały uznane również formalnie. Istnieją również np. w Hiszpanii czy Rumunii[10];
- ustawy podstawowe (ley de bases), wyróżniane w konstytucji Hiszpanii obok ustaw zwykłych i organicznych. Zgodnie z art. 82.2 tej konstytucji „delegacja ustawodawcza powinna zostać dokonana w drodze ustawy podstawowej, jeżeli jej przedmiotowej jest wydanie tekstu szczegółowego lub w drodze ustawy zwykłej, kiedy chodzi o ujęcie w jednym tekście wielu tekstów ustawowych”.
- ustawy referendalne to ustawy, które w procesie stanowienia wymagają referendum, czy to na etapie projektu (zatwierdzanego następnie przez parlament), czy to na etapie zatwierdzenia ustawy uchwalonej przez parlament. Ustawy tego typu występują we Francji (w konstytucji z 1958), Słowacji, Grecji, Włoszech, Danii[11];
- W państwach federalnych rozróżnia się ustawy federalne i ustawy części składowych. W niektórych państwach federalnych zastrzega się część zakresu ustaw do wyłącznej regulacji przez ustawy federalne (ustawy wyłączne), gdy pozostałe kwestie mogą być regulowane na poziomie federalnym lub lokalnym (ustawy równoległe lub konkurencyjne, niem. die konkurriende Gesetzgebung, ang. concurring legislation)[12].

## Ustawy w Polsce

### Przedmiot ustawy
Przedmiotem ustawy w Polsce może być każda sprawa, z wyjątkiem:
- organizacji wewnętrznej i porządku prac izb parlamentu oraz trybu powoływania i działalności ich organów, jak też sposobu wykonywania konstytucyjnych i ustawowych obowiązków organów państwowych wobec izb (art. 112 Konstytucji), które reguluje Regulamin Sejmu i Regulamin Senatu
- kwestii regulowanych rozporządzeniem unijnym.

Konstytucja wymaga niekiedy uchwalenia odpowiedniej ustawy, wskazując kierunek przyjętych w niej rozwiązań. Niektóre sprawy mogą być uregulowane wyłącznie przez ustawę (np. ustawa budżetowa, określenie sytuacji prawnej obywatela, regulacja ustroju i zakres działania samorządu terytorialnego).

### Pozycja ustawy w hierarchii powszechnie obowiązujących aktów prawnych
W Polsce, w hierarchii powszechnie obowiązujących aktów prawnych określonej przez Konstytucję RP, ustawa ma rangę niższą (tzw. moc prawną) od konstytucji oraz umów międzynarodowych ratyfikowanych za uprzednią zgodą wyrażoną w ustawie, równą rozporządzeniu Prezydenta RP z mocą ustawy, a wyższą od zwykłych rozporządzeń. Ustawa nie może być sprzeczna z Konstytucją. Zgodnie z Konstytucją ustawa nie może być też sprzeczna z ratyfikowaną przez Polskę umową międzynarodową i prawem ustanowionym przez organizację międzynarodową, której Polska przekazała „kompetencje organu władzy państwowej w niektórych sprawach” (art. 90 ust. 1 Konstytucji). Inne akty normatywne (np. rozporządzenia) muszą być zgodne z ustawami.

### Procedura ustawodawcza

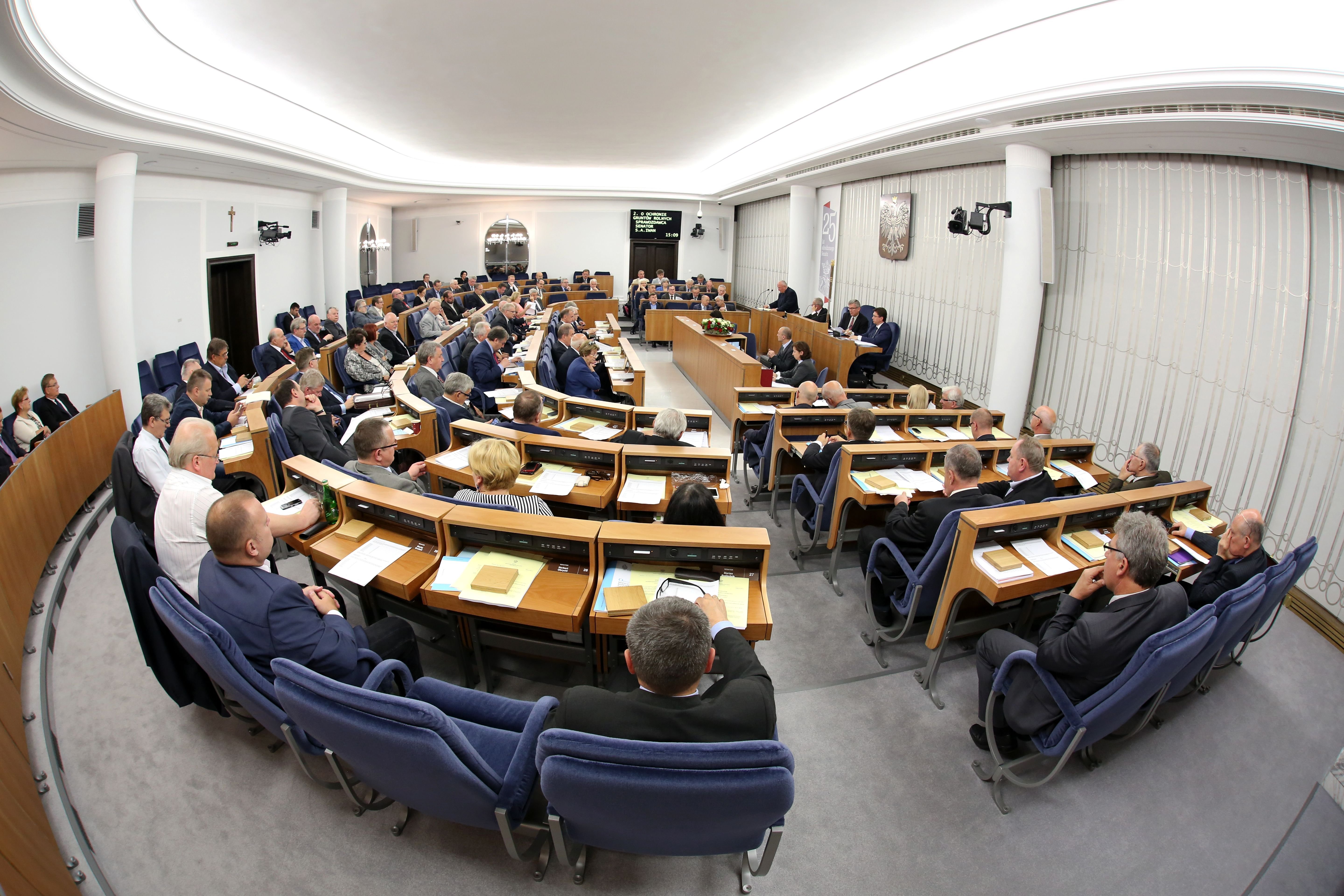
57 posiedzenie Senatu VIII kadencji.

W Polsce ustawy uchwala Sejm zazwyczaj zwykłą większością głosów w obecności przynajmniej połowy konstytucyjnej liczby posłów (tj. 230), a następnie przekazywane są Senatowi, który w terminie 30 dni może je przyjąć bez zmian, uchwalić poprawki albo uchwalić odrzucenie w całości. Jeżeli Senat w ciągu 30 dni od dnia przekazania ustawy nie podejmie stosownej uchwały, ustawę uznaje się za uchwaloną w brzmieniu przyjętym przez Sejm. W przypadku odrzucenia ustawy przez Senat lub wprowadzenia do niej poprawek wraca ona do Sejmu, który może odrzucić taką decyzję Senatu bezwzględną większością głosów w obecności minimum połowy konstytucyjnej liczby posłów.
Kolejnym krokiem jest przedstawienie przez Marszałka Sejmu ustawy Prezydentowi RP, który podpisuje ją w przeciągu 21 dni i zarządza jej publikację w Dzienniku Ustaw. Prezydentowi RP przysługuje uprawnienie do skierowania ustawy, na tym etapie, do zbadania przez Trybunał Konstytucyjny. Prezydent RP może ze stosownym wnioskiem zwrócić się do Sejmu o ponowne rozpatrzenie ustawy – jest to tzw. uprawnienie weta Prezydenta RP do ustawy. Nie jest jednak ono ostateczne, gdyż Sejm może je odrzucić większością 3/5 w obecności co najmniej połowy liczby posłów i wtedy Prezydent musi ustawę podpisać w ciągu 7 dni. Jeśli weto nie zostanie odrzucone – ustawa upada i następuje koniec postępowania. Prezydentowi RP nie przysługuje prawo weta w stosunku do ustawy budżetowej. Prezydent RP musi albo podpisać ją w terminie 7 dni od dnia przedstawienia do podpisu, albo skierować ją do Trybunału Konstytucyjnego. W przypadku zwrócenia się Prezydenta RP do Trybunału Konstytucyjnego o zbadanie zgodności ustawy budżetowej z Konstytucją, Trybunał Konstytucyjny orzeka nie później niż w ciągu dwóch miesięcy od dnia złożenia wniosku przez Prezydenta RP. Należy zaznaczyć, że Konstytucja przewiduje jeszcze jedną sytuację, w której prawo weta głowie państwa nie przysługuje. Odnosi się to do ustawy o zmianie Konstytucji.

#### Inicjatywa ustawodawcza
Z inicjatywą uchwalenia ustawy najczęściej występuje Rada Ministrów. Inicjatywa ustawodawcza przysługuje także grupie co najmniej 100 tys. obywateli mających prawo wybierania do Sejmu, grupie co najmniej 15 posłów, komisji sejmowej (bez względu na liczebność), Senatowi i Prezydentowi RP. Przebieg procesu legislacyjnego określa Konstytucja oraz Regulamin Sejmu i Senatu.
Ograniczenia podmiotowe inicjatywy ustawodawczej przewidziano w zakresie:
- ustawy budżetowej i ustaw bezpośrednio wyznaczających sytuację finansów publicznych – projekty tych ustaw do Sejmu może zgłosić tylko Rada Ministrów (art. 221 Konstytucji);
- ustawy zmieniającej Konstytucję – projekt takiej ustawy może wnieść wyłącznie grupa przynajmniej 92 posłów, Senat i Prezydent RP (art. 235 ust. 1 Konstytucji).